# Langstaarthagedissen
Langstaarthagedissen (Takydromus) zijn een geslacht van hagedissen uit de familie echte hagedissen (Lacertidae).
De bekendste soort is de zesstreeplangstaarthagedis (Takydromus sexlineatus), deze hagedis heeft een zeer groot verspreidingsgebied. De zesstreeplangstaarthagedis wordt ook zeer regelmatig aangeboden in de dierenhandel en er is hierdoor veel over bekend.

## Naam en indeling
De wetenschappelijke naam van de groep werd voor het eerst voorgesteld door François Marie Daudin in 1802. De soorten behoorden vroeger tot het geslacht Lacerta, waardoor de oude namen in de literatuur nog worden gebruikt. De wetenschappelijke geslachtsnaam Takydromus komt uit het Grieks en betekent vrij vertaald 'snelle renner';  ταχύς = snel en δρόμος = rennen.
Er zijn 23 soorten maar het soortenaantal verandert regelmatig als gevolg van nieuw ontdekte soorten. Voorbeelden zijn Takydromus luyeanus en Takydromus viridipunctatus uit 2008, Takydromus madaensis uit 2013 en Takydromus albomaculosus ten slotte werd voor het eerst wetenschappelijk beschreven in 2017. Dergelijke recent ontdekte soorten worden in de literatuur niet altijd vermeld.

## Uiterlijke kenmerken
Langstaarthagedissen hebben een langwerpig en uitgerekt lichaam, vaak met een lange staart. Bij veel soorten is deze twee keer zo lang als het lichaam maar er zijn uitschieters waarbij de staart acht keer zo lang wordt als het lichaam en de kop samen. Alle soorten hebben een zeer stevig schubbenpantser dat hard aanvoelt. De schubben zijn dakpansgewijs over elkaar gelegen. De lichaamskleur verschilt, veel soorten hebben een grijze tot bruine kleur of hebben een strepenpatroon, een aantal soorten heeft een helder groene kleur.

## Verspreiding en habitat
Alle soorten leven in Azië en leven in de landen Bangladesh, Cambodja, China, India, Indonesië, Japan, Korea, Laos, Maleisië, Myanmar, Rusland, Thailand, Taiwan en Vietnam. Langstaarthagedissen zijn de enige vertegenwoordigers van de familie echte hagedissen die hier voorkomen. Langstaarthagedissen leven van kleinere prooien die ze buitmaken in struiken en grassen, veel soorten klimmen graag en zijn daar met hun lenige lichaam en lange grijpstaart zeer goed op aangepast.

## Beschermingsstatus
Door de internationale natuurbeschermingsorganisatie IUCN is aan acht soorten een beschermingsstatus toegewezen. Vier soorten worden gezien als 'veilig' (Least Concern of LC), één soort als 'onzeker' (Data Deficient of DD) en een soort als 'gevoelig' (Near Threatened of NT). De langstaarthagedissen Takydromus dorsalis en Takydromus toyamai staan te boek als 'bedreigd' (Endangered of EN).

## Soorten
Het geslacht omvat de volgende soorten, met de auteur en het verspreidingsgebied.
| Naam                                                | Auteur                       | Verspreidingsgebied                                                           |
| --------------------------------------------------- | ---------------------------- | ----------------------------------------------------------------------------- |
| Takydromus albomaculosus                            | Wang, Gong, Liu & Wang, 2017 | China                                                                         |
| Takydromus amurensis                                | Peters, 1881                 | China, Japan, Korea, Rusland                                                  |
| Takydromus dorsalis                                 | Stejneger, 1904              | Japan                                                                         |
| Takydromus formosanus                               | Boulenger, 1894              | Taiwan                                                                        |
| Takydromus hani                                     | Chou, Truong & Pauwels, 2001 | Vietnam                                                                       |
| Takydromus haughtonianus                            | Jerdon, 1870                 | India                                                                         |
| Takydromus hsuehshanensis                           | Lin & Cheng, 1981            | Taiwan                                                                        |
| Takydromus intermedius                              | Stejneger, 1924              | China                                                                         |
| Takydromus khasiensis                               | Boulenger, 1917              | Bangladesh, India, Myanmar                                                    |
| Takydromus kuehnei                                  | Van Denburgh, 1909           | China, Taiwan, Vietnam                                                        |
| Takydromus luyeanus                                 | Lue & Lin, 2008              | Taiwan                                                                        |
| Takydromus madaensis                                | Bobrov, 2013                 | Vietnam                                                                       |
| Takydromus sauteri                                  | Van Denburgh, 1909           | Taiwan                                                                        |
| Takydromus septentrionalis                          | Günther, 1864                | China                                                                         |
| Zesstreeplangstaarthagedis (Takydromus sexlineatus) | Daudin, 1802                 | Cambodja, China, India, Indonesië, Laos, Maleisië, Myanmar, Thailand, Vietnam |
| Takydromus sikkimensis                              | Günther, 1888                | India                                                                         |
| Takydromus smaragdinus                              | Boulenger, 1887              | Japan                                                                         |
| Takydromus stejnegeri                               | Van Denburgh, 1912           | Taiwan                                                                        |
| Takydromus sylvaticus                               | Pope, 1928                   | China                                                                         |
| Takydromus tachydromoides                           | Schlegel, 1838               | Japan                                                                         |
| Takydromus toyamai                                  | Takeda & Ota, 1996           | Japan                                                                         |
| Takydromus viridipunctatus                          | Lue & Lin, 2008              | Taiwan                                                                        |
| Takydromus wolteri                                  | Fischer, 1885                | China, Korea, Rusland                                                         |